# Раёк (Черкасская область)
Раёк (укр. Райок) — посёлок в Каневском районе Черкасской области Украины.
Население по переписи 2001 года составляло 17 человек. Занимает площадь 0,22 км². Почтовый индекс — 19013. Телефонный код — 4736.

## Местный совет
19013, Черкасская обл., Каневский р-н, с. Потапцы